# Cetro sejem
| S42 |

| S42 |

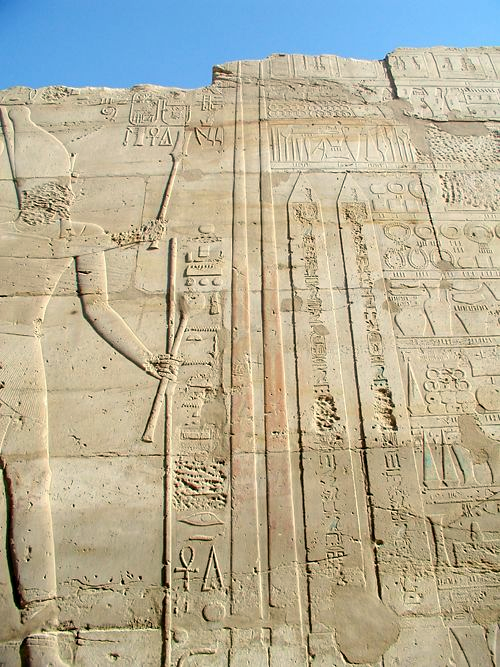
Tutmosis III manteniendo el cetro sejem en su mano derecha, ante dos obeliscos que había erigido en el Templo de Karnak.

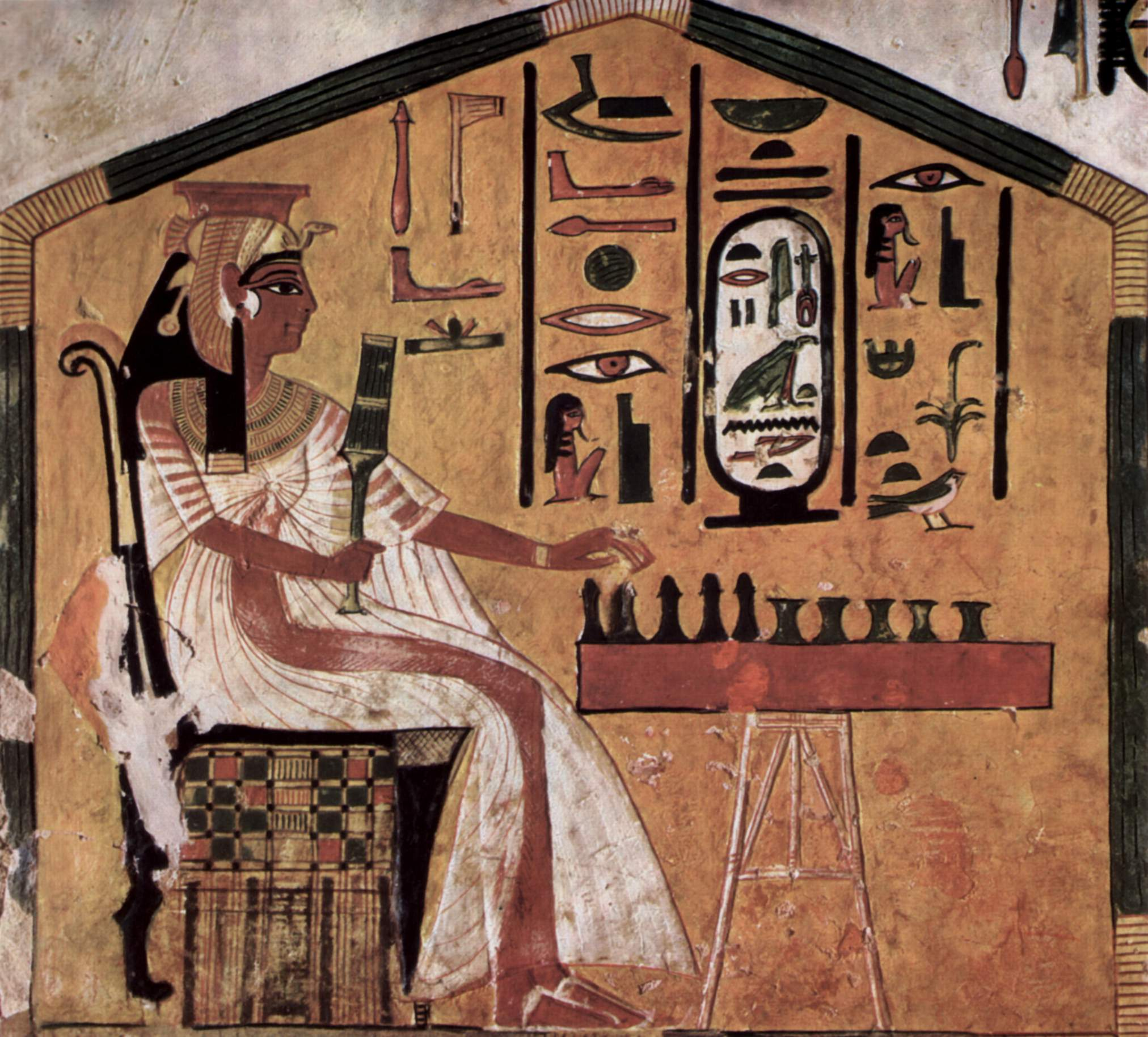
La reina Nefertari, esposa de Ramsés II, sosteniendo un cetro sejem mientras juega al senet. QV66, Valle de las Reinas, Luxor.

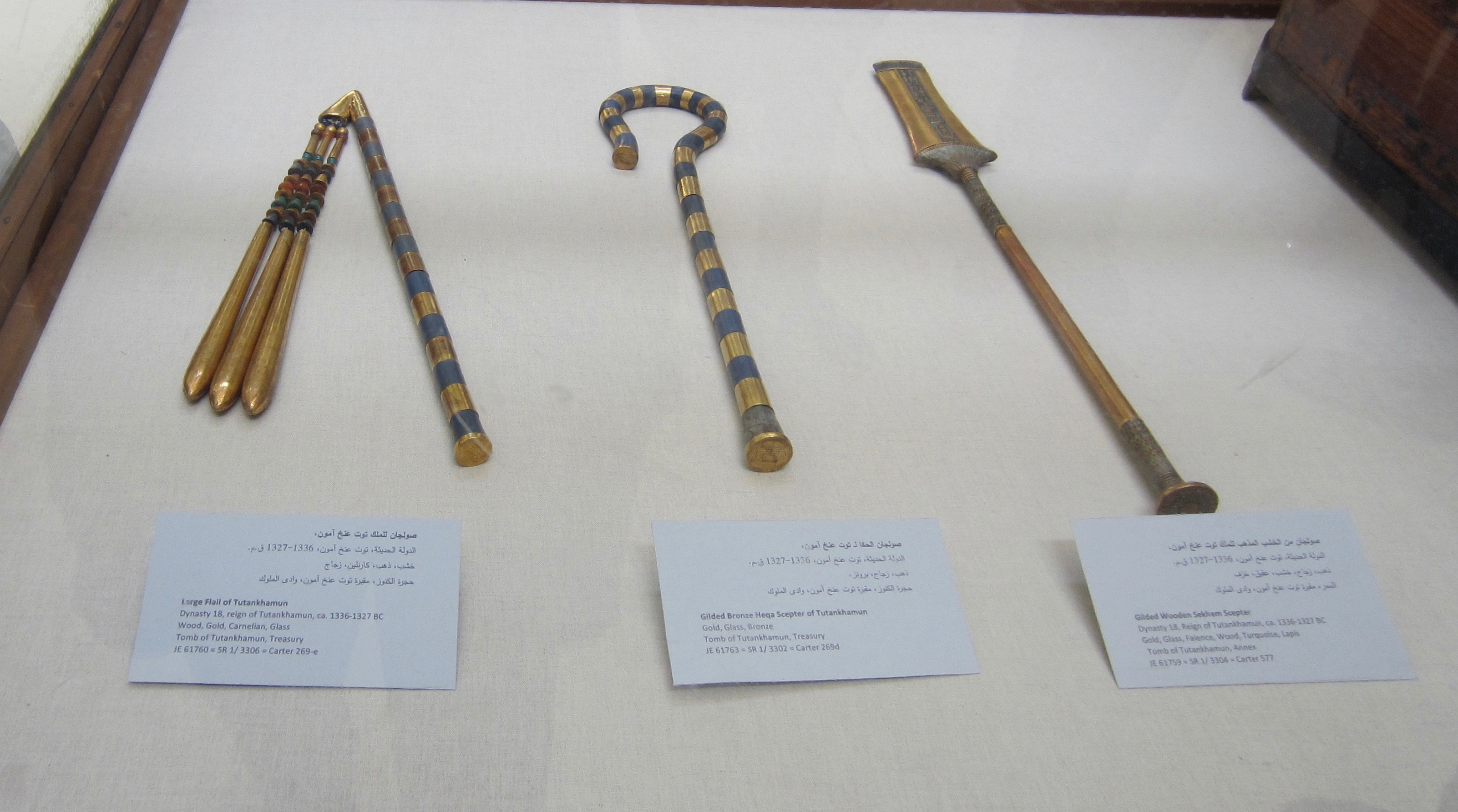
Cetros asociados al poder faraónico: nejej, heka y sejem.

El cetro sejem es un tipo de cetro simbólico ritual del Antiguo Egipto. Como símbolo de autoridad, a menudo se incorpora a nombres y palabras asociados con el poder y el control. El cetro sejem (que simboliza "el poderoso") está relacionado con el cetro jerep (ḫrp) (que simboliza "el controlador") y el cetro aba (que simboliza "el comandante"), todos ellos representados con el mismo símbolo jeroglífico. Estos cetros se asemejaban a una paleta plana con un mango de umbela de papiro. 
La forma del cetro podría haber derivado de herramientas profesionales.

## Etimología
El término sejem ("poder") se desarrolló etimológicamente a partir del término sajem ("poder") en relación con el nombre de la deidad Sajmet - Sejmet ("poderosa"), donde el sonido "a" se desvaneció con el tiempo y se mantuvo la forma común posterior sḫm.
La raíz de la palabra sejem para "poder", sejem-iri para "gobernante", sechem para "sistro", sejmet para "figura de momia", sejemti (sḫmti) como dualismo para "doble corona" y el epíteto de Osiris como Sechem se basan en este fundamento, que representa la conexión entre los vivos y los muertos.

### Palabra sejem que significa "poder"
| O34 |

| Aa1 | Z9 |

| Aa13 |

| Y7 |

| O34 |

| Aa1 | Z9 |

| Aa13 |

| Y7 |

El jeroglífico egipcio sḫm, en sus diferentes versiones históricas, es la palabra para "poder". Una procesión de una mujer con un ramo de flores, seguida de un arpista, de Medamud ilustra el uso de la palabra sejem: "...(de) los dioses, Poder (del) arpa-música..." 

### Palabra sejem que significa "forma"
El sejem, como "forma", también es uno de los componentes del ser humano en el Antiguo Egipto, como parte del concepto del alma o espíritu.

## Símbolo de rango

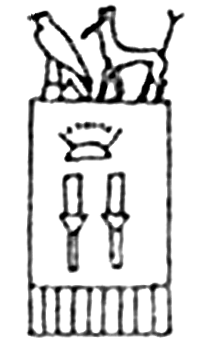
Serej de Jasejemuy, faraón de la II dinastía.

Como símbolo de poder, fuerza y autoridad, el sejem se incorporó con frecuencia a varios reyes, nobles y deidades. La introducción del cetro sejem como "bastón de poder del faraón" era signo del gobernante terrenal, que estaba dotado de los poderes de los dioses y los antepasados. Por ejemplo, con el faraón Sejemjet, de la III dinastía, y a la diosa-leona Sejmet, cuyo nombre significa "la que es poderosa". 
Después de la III dinastía, el sejem apareció en los nombres reales de los faraones, y más tarde también en los títulos de reinas y princesas. Cuando el rey llevaba un cetro sejem en la mano derecha, solía sostener una maza o un incensario en la izquierda.
Desde los primeros tiempos, los chatys y otros oficiales de rango importante portaban el sejem, símbolo de una vida exitosa y una posición prestigiosa. A menudo se les representaba sosteniendo el cetro en el ejercicio de sus funciones. Si llevaban el cetro en la mano derecha, solían sostener un bastón en la izquierda. La clásica estatua funeraria egipcia representaba al difunto con un bastón en una mano y el sejem en la otra. Como cetro del cargo del poseedor, en la parte superior del bastón se tallaban un par de ojos como manifestación del poder divino. 

## Simbolismo religioso

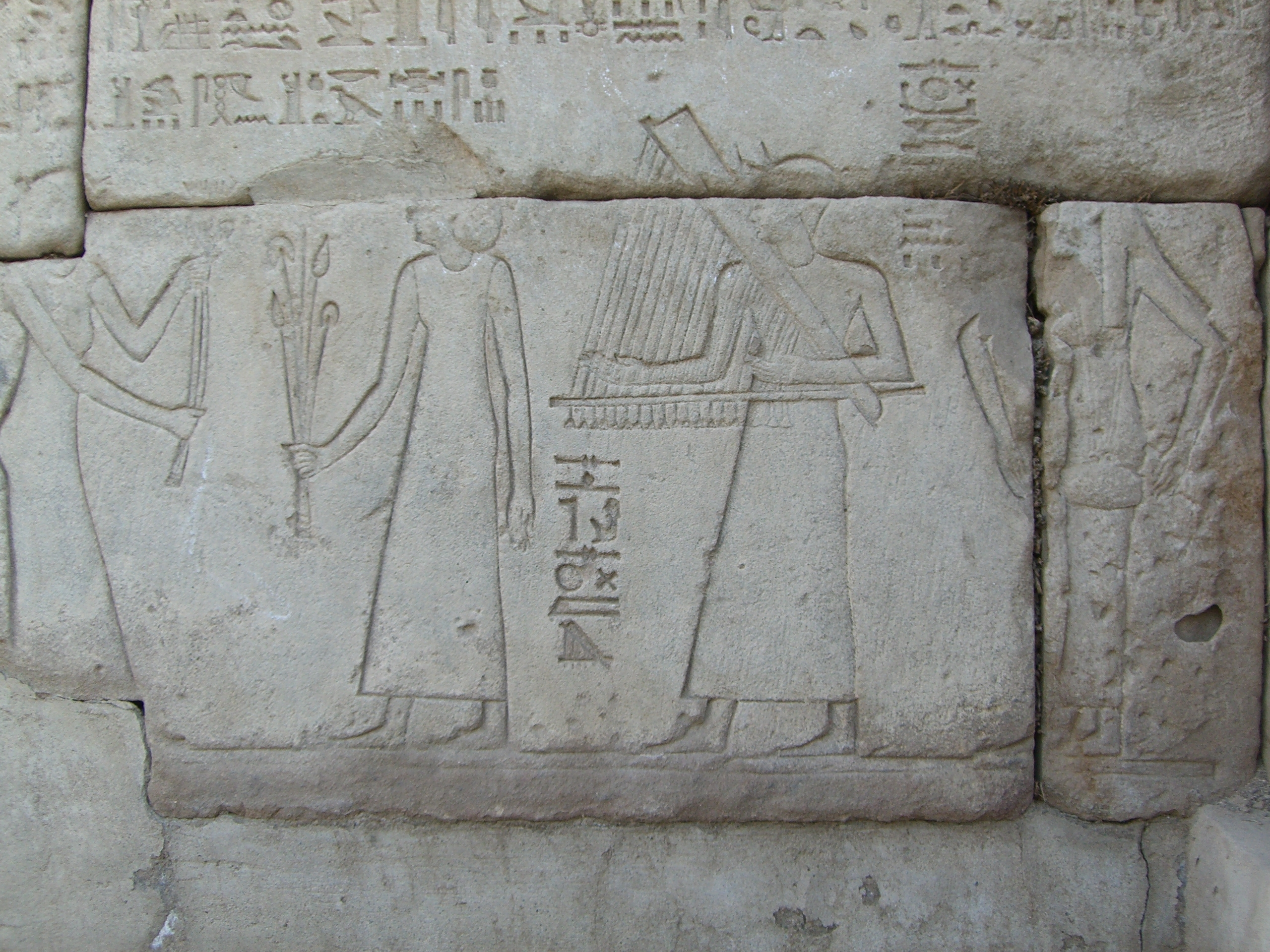
Relieve de la muralla de Trajano que representa una procesión de cantores y músicos en honor de Montu en Medamud.

Su función simbólica pudo originarse en Abidos como fetiche de Osiris, al que se le llamaba también,  "El Gran Sejem" o "El primero de los poderosos", por lo que se utilizaba a menudo como uno de sus símbolos. Por su simbología relacionada con el inframundo, el cetro también se consideraba emblema de Anubis.
El cetro sejem estaba consagrado a Anubis en el templo de Hu (conocido como el 'Recinto del Sejem' ḥwt-sḫm. A menudo se representa a Anibus en su manifestación de perro reclinado con el cetro sejem detrás. En estas representaciones, el cetro suele tener la cabeza alargada. El cetro también se asociaba con Jentiamentiu ("El jefe de los Occidentales"), otra deidad especialmente relacionada con la necrópolis real. En este tipo de representación iconográfica, el sekhem suele tener dos ojos, que se tallaban o pintaban en la parte superior del cetro como símbolo que indicaba que era la manifestación del poder divino.
El sejem también se utilizaba en los rituales de ofrendas funerarias y en los templos. A menudo lo sostenía el oficiante que presentaba las ofrendas. En estos casos, el cetro se sujetaba con la mano derecha y se agitaba cuatro o cinco veces sobre las ofrendas mientras se recitaban los rituales. 
En la tumba de Tutankamon se encontró un cetro sejem dorado. En la parte posterior de este cetro había tallados cinco registros que representaban un toro sacrificado, lo que puede indicar que el cetro se agitaba cinco veces sobre la ofrenda. También se nos dice que, al consagrar las ofrendas, el rey utilizaba dos cetros sejem; uno para Seth y otro para Horus. En otros lugares, Horus y Seth aparecen como "los dos sejems" (sḫmwy). Thot también es mencionado en varios con el epíteto "Sejem de los dioses".
Una variante tardía de este tipo de jeroglífico representaba a veces el sistro, un sonajero musical que era sagrado para Hathor y que llevaban sus sacerdotisas. El sistro tenía un lazo metálico con cascabeles montado en un mango con cara de diosa vaca. El simbolismo del sistro estaba ligado a la filosofía celestial y expresaba la capacidad del portador del sistro para entrar en contacto con los antepasados y las deidades celestiales. El sistro normal se convirtió en el llamado sistro naos.